# Svenska tilläggstavlor
Tilläggstavlor fungerar som komplement till vägmärken där kompletterande anvisningar och begränsningar måste göras. Tilläggstavlorna har oftast samma färg som det vägmärke som det ska komplettera. Tilläggstavlan gäller endast den eller de skyltar som sitter omedelbart ovanför denna. Om endast enstaka märke skall ha en tilläggstavla skall skyltgrupperna vara väl avgränsade från varandra, exempelvis genom att de placeras i varsin kolumn eller med ett tydligt mellanrum mellan grupperna. Om det finns flera tilläggstavlor direkt under varandra, med var sin ram, anses de oberoende av varandra lägga till information till det egentliga vägmärke som är ovanför; tilläggstavlorna förtydligar alltså inte varandra. Skyltarna som avbildas här är av svensk typ, men det finns liknande skyltar i andra länder.

## Allmänt
Klockslag i vita eller svart siffror syftar på måndag till fredag utom dag före helgdag. Klockslag inom parentes avser lördagar och dag före helgdag. Klockslag skrivna med röda siffror avser söndag och helgdag.

## Lista över tilläggstavlor

### Avgift
En blå skylt med texten "Avgift" är ett tillägg till en P-skylt som anger att parkeringen är avgiftsbelagd.
| Avgift |

### Avstånd
Denna skylt kompletterar varningsmärken eller förbudsmärken och visar avståndet till varningen eller förbudet.

### Avstånd till stopplikt
Denna skylt anger avstånd till stopplikt. Den används med skylten Väjningsplikt.

### Boendeparkering
En blå skylt med texten "Boende" anger att boende får parkera med särskilt tillstånd och under särskilda villkor.
| Boende |

### Flervägsstopp
Denna skylt sitter under skylten för stopplikt. Den finns på speciella vägkorsningar där samtliga har stopplikt i vägkorsningen.

### Flervägsväjning
Gul tilläggstavla med texten "Flervägsväjning" som anger att alla tillfarter har väjningsplikt.

### Fri bredd
Anger vägens bredd vid ett tillfälligt hinder. Om vägen är under 5-5,5 m kan inte tunga fordon mötas, utan måste vänta på varandra. Under 4 m blir det svårt för personbilar att mötas.

### Korsande timmerväg
Denna skylt brukar sitta under varningsmärket "Annan fara" och talar om att timmer fraktas på en korsande väg.

### Nedsatt hörsel
Denna skylt talar om att det finns folk med nedsatt hörsel i området. Trafikanter bör vara extra försiktiga då gående kan ha nedsatt hörsel och inte hör trafiken. Ett lätt sätt att komma ihåg skyltens betydelse är att ordet döv har 3 bokstäver och att skylten har 3 prickar. Den läses alltså ofta som D.Ö.V.

### Nedsatt syn
Denna skylt talar om att det finns folk med nedsatt syn i området. Trafikanter bör vara extra försiktiga då gående kan ha nedsatt syn och inte ser trafiken. Ett lätt sätt att komma ihåg skyltens betydelse är att ordet blind har 5 bokstäver och att skylten har 5 prickar. Den läses alltså ofta som B.L.I.N.D.

### Parkeringsskiva
Tilläggstavlan parkeringsskiva är ett tillägg till en P-skylt som anger mellan vilka tider P-skiva ska användas och hur länge man får stå med P-skiva. Övriga tider gäller fri parkering.

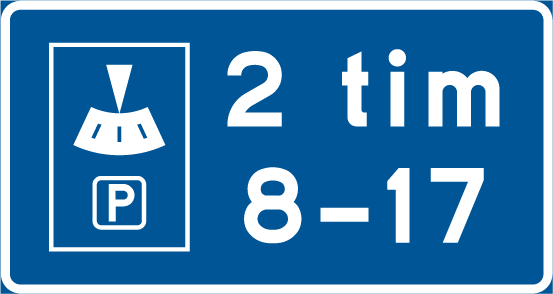

### Parkeringsbiljett
En blå skylt med texten "P-biljett" anger att parkeringsbiljett ska användas vid parkering.
| P-biljett |

### Parkeringshus
Denna skylt brukar sitta under skylten för parkeringsplats och visar att det handlar om ett parkeringshus. Den kan också vara blå med vit text.

### Riktning
Denna skylt brukar sitta under ett varnings-, förbuds- eller upplysningsmärke och visar riktningen som varningen, förbudet eller upplysningen gäller för. Gul bakgrund med röd ram och svart tecken används för varningar och förbud, blå bakgrund med vitt tecken för upplysningar, och grön bakgrund med vitt tecken för upplysningar som gäller motorvägar och motortrafikleder.

### Svag vägkant eller hög körbanekant
Denna skylt brukar sitta under ett varningsmärke och talar om att vägkanten antingen är svag eller att det är hög asfaltskant. Det infördes under 2007 ett riktigt varningsmärke i Sverige för detta med samma bild som denna tilläggstavla. Sådana fanns redan innan i flera europeiska länder, och tilläggstavlan finns i andra länder.

### Symboltavlor
Symboltavlor brukar sitta under ett påbudsmärke eller upplysningsmärke (blå bakgrund) eller under ett förbudsmärke (gul bakgrund) och upplysa om att märket gäller för ett visst fordonsslag, en viss verksamhet eller en viss trafikantgrupp. 
Kombinerad med till exempel ett parkeringsmärke kan symbolen ange vilka fordon som får parkera. Skylten för rörelsehindrade anger att det är förbjudet för de som inte är rörelsehindrade att utnyttja en funktion. Normalt, till exempel vid parkering, krävs även ett formellt beviljat tillstånd.

Anvisning som gäller tung lastbil.
Förbud som gäller tung lastbil.
Personbil
Buss
Cykel och moped klass II
Motorcykel
Husvagn
Bil med husvagn
Rörelsehindrade

### Särskilda bestämmelser för stannande och parkering
Denna skylt är antingen blå eller gul beroende på om den kompletterar en P-skylt eller parkeringsförbud.
Den gula skylten brukar sitta under skylten för parkeringsplats och visar att det är förbjudet att parkera under en viss tid. Skylten kan också sitta under en skylt för stoppförbud för att visa att stoppförbudet upphör under en viss tid och övergår till parkeringsförbud.
Denna blå fungerar likadant som den gula förutom att den begränsar sig till en viss veckodag. Den finns ofta för gaturenhållningens skull. Skylten gäller även då veckodagen i fråga är en helgdag eller dag före helgdag.

### Texttavlor
Det kan även förekomma tilläggstavlor anvisningar i text. De används för meddelanden som inte kan ges med något standardmärke.
De kan till exempel användas tillsammans med varningsmärket "Annan fara", med text som "Räcke saknas". Eller till exempel med förbudsmärket "Förbud mot trafik med motordrivet fordon" och information om särskild trafikantgrupp det gäller, eller "Gäller genomfart", eller "Gäller ej behörig trafik". De förekommer även för påbudsmärken och upplysningsmärken. Färgen överensstämmer med huvudmärket.

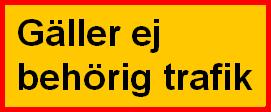

### Tidsangivelse
Denna skylt kompletterar många olika märken, är färglagd efter märket det kompletterar och anger vilka dagar och mellan vilka klockslag regleringen gäller. De svarta eller vita siffrorna utan parentes anger vardagar utom vardag före helgdag. De svarta eller vita siffrorna inom parentes lördag eller dag före helgdag. De röda siffrorna anger söndag eller helgdag. Om en viss dag eller veckodag anges gäller den dagen oavsett om dagen är vardag, söndag eller helgdag.

### Tillåten tid för parkering
Skylten för tillåten tid för parkering är en blå skylt med en tidsangivelse. Tiden gäller oavsett veckodag.

### Totalvikt
Denna skylt kompletterar förbudsmärken. Förbudet gäller bara fordon med en minsta totalvikt som skylten anger. I exemplet hade förbudet bara gällt fordon med en totalvikt på minst 3500 kg.

### Trafik i båda riktningarna på cykel- och mopedbana
Denna skylt brukar sitta under påbudsmärket för cykelbana. Skylten visar att det är cykeltrafik i båda riktningar dvs att cyklisterna har mötande cykeltrafik. 

### Uppställning av fordon
Någon av dessa skyltar kan sitta under skylten för parkeringsplats och visar hur bilar ska parkeras.

längsgående
sida vid sida
snett vänster
snett höger

### Utsträckning
Utsträckningsskyltar finns i olika färger och talar om hur till exempel parkeringsplatser eller förbud sträcker sig på olika sidor av huvudskylten.
För förbud:

förbudet gäller framför och bakom märket
förbudet upphör efter märket
förbudet gäller till vänster och höger om märket
förbudet gäller till vänster om märket
förbudet gäller till höger om märket

För parkering:

framför och bakom
bakåt framom (fram till dit)
vänster och höger
vänster
höger

### Vägars fortsättning i korsning
Dessa skyltar visar vilka anslutande vägar som har väjningsplikt i en vägkorsning. Skyltarna visar en stiliserad korsning där trafikanten kommer nerifrån och den väg som inte har väjningplikt markeras med ett tjockare streck än övriga vägar. De skyltar där trafikanten befinner sig på huvudleden används som tilläggstavla till huvudledsskylten, medan de skyltar där trafikanten inte befinner sig på huvudleden används som tilläggstavla till märket för väjningsplikt eller stopplikt.

### Vägsträckans längd
Denna skylt kompletterar varningsmärken eller förbudsmärken. Den upplyser om vägsträckans längd från skylten till dit varningen eller förbudet börjar och slutar. Om vägsträckan börjar från noll börjar varningen eller förbudet vid skylten.
